# Politizolator
Politizolator (ros. Политизолятор) – więzienie polityczne z Rosji Sowieckiej i ZSRR. Początkowo panował w nich umiarkowany reżym, m.in. działał „Pompolit”. 11 listopada 1935 zostały przekształcone w więzienia NKWD. 
W latach 1923–1930 część więźniów politycznych (2550) przebywała na Wyspach Sołowieckich, gdzie  od 1923 unkcjonował największy obóz koncentracyjny OGPU lat 20. – Sołowiecki Obóz Specjalnego Przeznaczenia (SŁON) (ros. Солове́цкий ла́герь осо́бого назначе́ния (СЛОН)).

## Politizolatory
- Włodzimierski (Włodzimierz) – gubernialny od 1921
- Wierchnieuralski w twierdzy
- Suzdalski w monasterze w Suzdalu
- Tobolski
- Czelabiński
- Jarosławski[2]
- Więzienie Orzeł[3].